# Цзяи
Цзяи́ (кит. трад. 嘉義, пиньинь Jiāyì, палл. Цзяи) — город провинциального подчинения на Тайване.

## История
Исторически в этих местах жили аборигены народностей цзоу и хоанья, которые называли эти места Тиросэн. В 1621 сюда прибыла большая группа китайских поселенцев из провинции Фуцзянь; китайцы произносили местное название как «Чжулосань» и часто сокращали до «чжуло». Когда в 1662 году Чжэн Чэнгун изгнал с острова европейцев и провозгласил на нём власть империи Мин, то эти земли вошли в состав уезда Тяньсин (天兴县).
После того, как остров Тайвань был присоединён к империи Цин, на всей северо-западной трети острова был образован уезд Чжуло (諸羅縣). В 1704 году власти уезда Чжуло переехали в Чжулосань. В 1786 году на Тайване разразилось восстание Линь Шуанвэня, но уездный центр повстанцам взять не удалось. За героическую оборону уезд Чжуло был в 1787 году императорским указом переименован в Цзяи (嘉義縣).
В 1895 году Тайвань был передан Японии, и японцы установили свою систему административно-территориального деления, которая по мере освоения ими острова претерпевала изменения. Китайские уезды Цзяи и Юньлинь были сначала объединены в уезд Каги (嘉義縣). В 1901 году остров был разбит на 20 уездов-тё (廳), и эти места вошли в состав уезда Каги (嘉義廳). В 1906 году в этих местах произошло одно из крупнейших землетрясений в истории Тайваня.
В 1920 году на Тайвань была распространена структура административного деления собственно японских островов, и были введены префектуры-сю (州) и уезды-гун (郡); эти места вошли в состав уезда Каги (嘉義郡) префектуры Тайнань (臺南州). 20 января 1930 года посёлок Каги (嘉義街) был выведен из состава уезда Каги, и подчинён напрямую префектуре Тайнань, став городом Каги (嘉義市). 22-23 декабря 1930 года в этих местах опять произошло крупное землетрясение.
После капитуляции Японии в 1945 году Тайвань был возвращён под юрисдикцию Китая; префектура Тайнань стала уездом Тайнань, а город Каги — городом Цзяи, подчинённым напрямую властям провинции Тайвань. В августе 1950 года город Цзяи был упразднён, а на его месте были созданы 4 посёлка и 2 волости, вошедшие в состав выделенного из уезда Тайнань уезда Цзяи. В ноябре 1951 года 4 посёлка были объединены в город Цзяи уездного подчинения, который стал местом размещения властей уезда Цзяи.
1 июля 1982 года город Цзяи был выведен из состава уезда Цзяи и вновь стал городом провинциального подчинения.

## Климат
| Chiayi, Taiwan (1971-2000): средние метеорологические показатели |      |      |      |       |       |       |       |       |       |      |      |      |        |
| Месяц                                                            | Янв  | Фев  | Мар  | Апр   | Май   | Июн   | Июл   | Авг   | Сен   | Окт  | Ноя  | Дек  | За год |
| Средн. макс. °C                                                  | 21.8 | 22.0 | 24.7 | 27.9  | 30.3  | 32.2  | 32.9  | 32.2  | 31.6  | 29.8 | 26.9 | 23.7 | 28.0   |
| Средн. мин. °C                                                   | 12.1 | 13.3 | 15.5 | 18.9  | 21.8  | 24.0  | 24.9  | 24.6  | 23.2  | 20.6 | 16.8 | 13.0 | 19.1   |
| Осадки мм                                                        | 27.6 | 57.7 | 62.2 | 107.6 | 189.2 | 350.7 | 304.3 | 422.1 | 148.9 | 22.7 | 12.2 | 20.9 | 1726.1 |
| Источник: 2009-06-08                                             |      |      |      |       |       |       |       |       |       |      |      |      |        |

## Администрация
| Цзяи делится на два района: | Район |         | Население | Площадь |
|                             |       |         | 2009      | km²     |
| ■ Восточный район           | 東區  | 128,282 | 29.1195   |         |
| ■ Западный район            | 西區  | 145,786 | 30.9061   |         |

## Достопримечательности
- Парк Цзяи
- Sun Shooting Tower (射日塔) (in Chiayi Park)
- Lantan (蘭潭水庫) (also known as Dutch Lake or Holland Lake)
- Исторические архивы города (史蹟博物館)
- Университет
- Музей
- Ночной рынок на Вэньхуалу (文化路)
- Высокоскоростная железная дорога
- Храм У Фэна расположен недалеко от города в парке Чжунбу

## Города-побратимы
Цзяи является городом-побратимом следующих городов:
- Ист-Ориндж, штат Нью-Джерси, США — с 1972
- Джексон, штат Миссисипи, США — с 1972
- Джуно, штат Аляска, США — с 1977
- Марри[англ.], штат Юта, США — с 1977
- Провинция Булакан, Филиппины — с 1980
- Мартинсберг, штат Западная Виргиния, США — с 1988
- Сиракьюс, штат Нью-Йорк, США — с 1995
- Синьчжу, Китайская Республика — с 2002